# Alice Licht

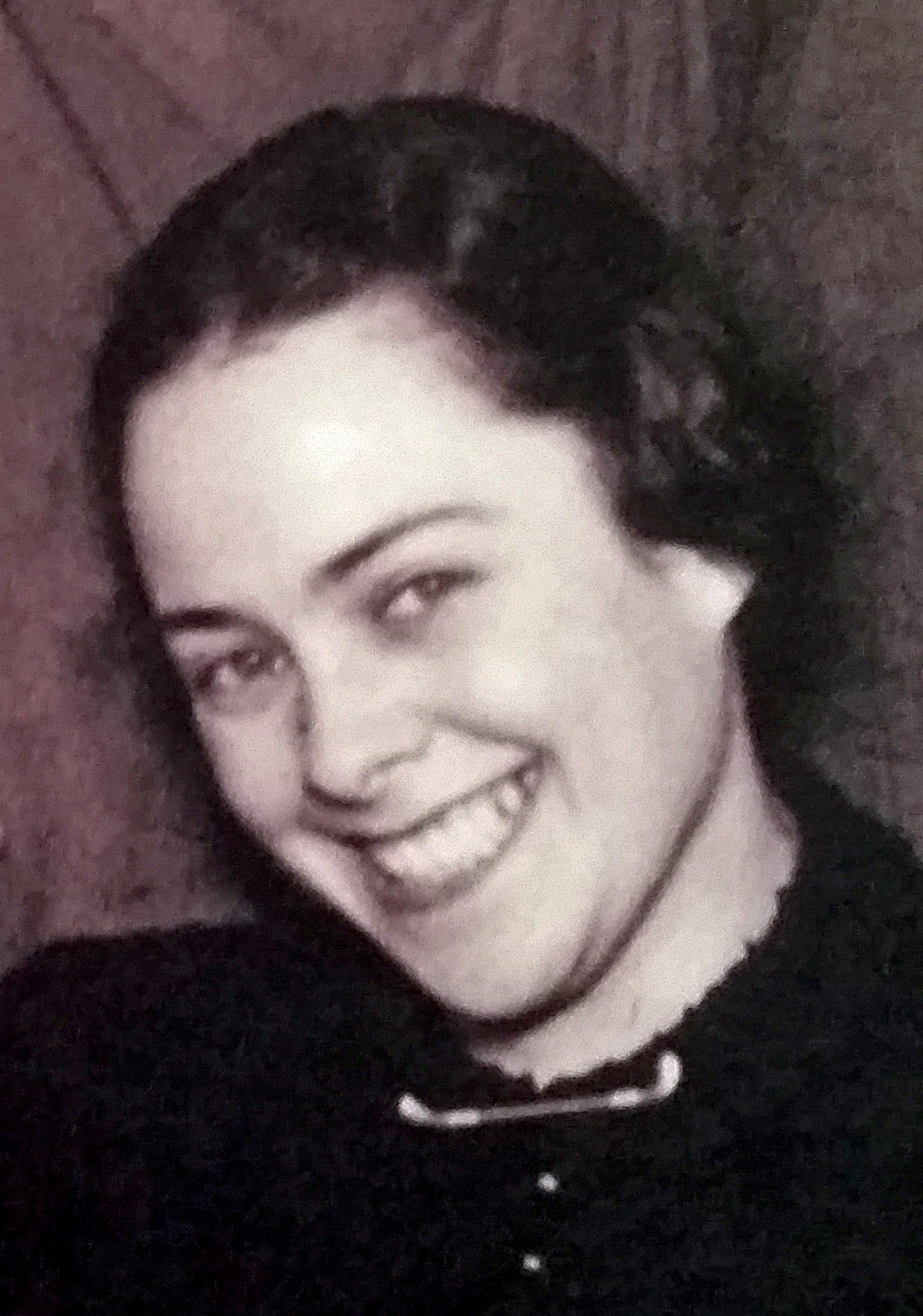
Alice Licht

Alice Beatrice Licht (* 25. Juli 1916 in Berlin; † 30. Oktober 1986 in Israel) war eine deutsche vom NS-Regime verfolgte Jüdin, Sekretärin in der Bürstenwerkstatt von Otto Weidt und Überlebende des Holocaust.

## Werdegang
Alice Licht wurde am 25. Juli 1916 in Berlin als Tochter von Georg Josef Licht (geb. 16. September 1881 in Kempen; gest. 1944) und seiner Ehefrau Käthe geb. Gundermann (geb. 28. November 1886 in Berlin; gest. 1944) in Berlin geboren und wuchs in einem bürgerlichen Umfeld in Berlin-Tiergarten auf. Sie besuchte bis März 1933 das Oberlyzeum Dorotheenschule (heute: Alexander-von-Humboldt-Gymnasium Berlin) und wollte danach Medizin studieren. Nachdem sie aufgrund der antijüdischen Rechtsvorschriften 1933 die Schule ohne Abitur hatte verlassen müssen, absolvierte sie stattdessen von April 1933 bis Oktober 1934 eine Ausbildung zur Sekretärin im Lette-Verein, die sie nach dem Besuch der Rackow-Handelsschule von Oktober 1934 bis April 1935 abschloss. Im Jahr 1934 zog die Familie in eine Wohnung in der Berchtesgadener Straße 35 im Bayerischen Viertel in Berlin-Schöneberg. Nach Anstellungen in einer Melassefabrik und in der Firma Gebr. Feige Konfektionen nahm Alice Licht 1938 eine Arbeitsstelle beim Hilfsverein der Juden in Deutschland an, für den sie bis April 1941 tätig war.
Bis Ende Mai 1941 wurde Alice Licht durch die Zentrale Dienststelle für Juden des Arbeitsamtes Berlin im Geschlossenen Arbeitseinsatz zur Zwangsarbeit in den Siemens-Schuckertwerken in Berlin-Jungfernheide herangezogen. Danach musste sie in der Kunstseidefabrik ACETA der I.G. Farbenindustrie AG in Berlin-Lichtenberg, in der seit dem Frühjahr 1939 jüdische Zwangsarbeiter für die Produktion kriegswichtiger Güter eingesetzt wurden, zehn Stunden täglich in der Kunstseidenspinnerei für Fallschirme arbeiten. Um der harten Arbeit zu entgehen, täuschte sie ein Magengeschwür vor und konnte so Ende Juni 1941 ihre Entlassung erreichen.

### Tätigkeit bei Otto Weidt

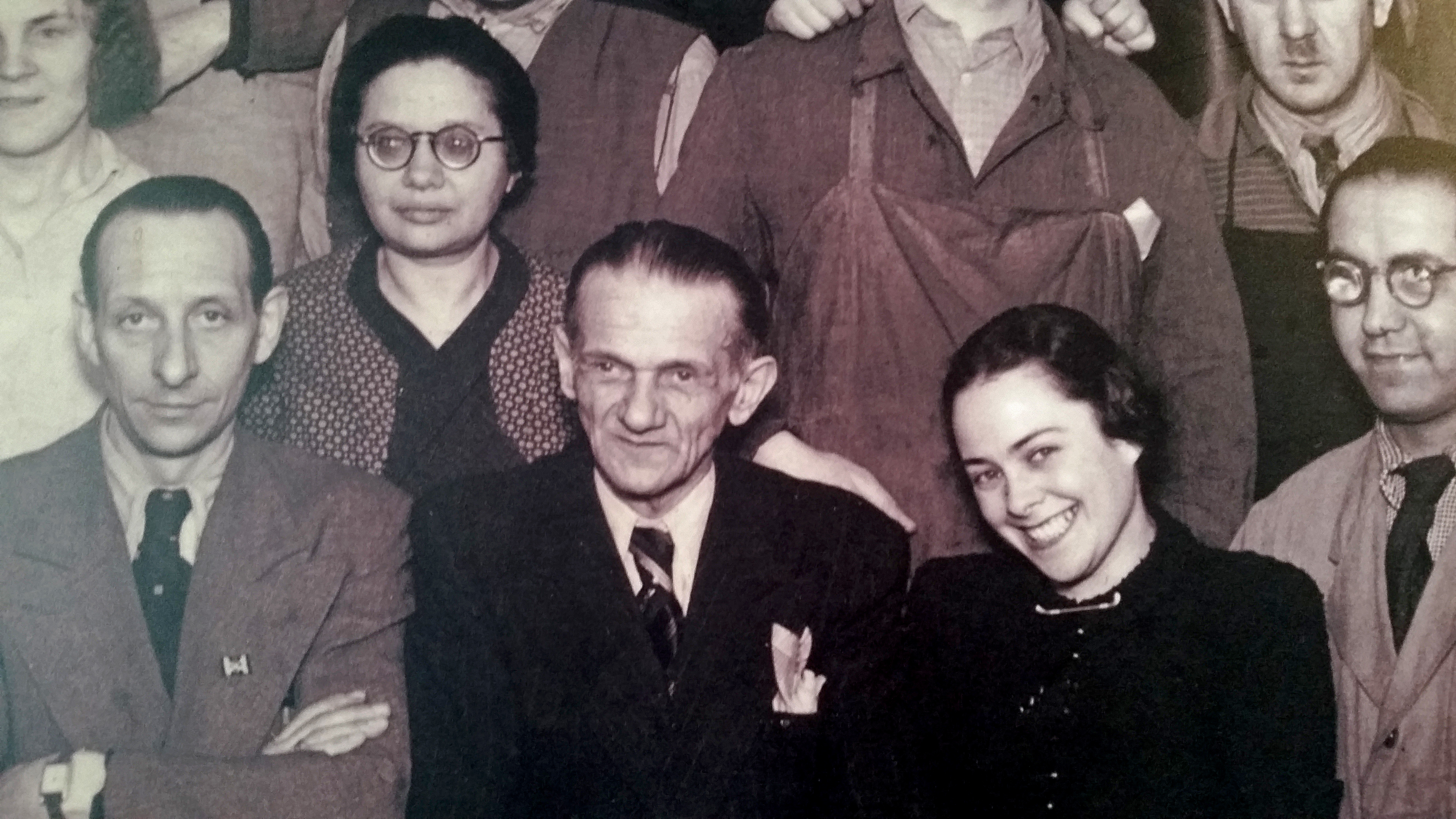
Otto Weidt und Alice Licht mit Mitarbeitern der Blindenwerkstatt

Anfang 1941 erhielt der Bürstenfabrikant Otto Weidt (1883–1947) die Erlaubnis der Zentralen Dienststelle für Juden, neben tauben und blinden jüdischen Menschen auch Sehende in seiner als Blindenwerkstatt geführten Besen- und Bürstenbinderei in der Berliner Rosenthaler Straße 39 zu beschäftigen, die als „wehrwichtiger Betrieb“ hauptsächlich Produkte an die Wehrmacht verkaufte. Dorthin wurde Alice Licht, die Otto Weidt bereits vor oder im Jahr 1940 kennengelernt hatte, zusammen mit Inge Deutschkron und Werner Basch im Juni 1941 als Sekretärin vermittelt. Otto Weidt gelang es zunächst, seine größtenteils blinden und gehörlosen jüdischen Mitarbeiter zu versorgen und vor den einsetzenden Deportationen zu schützen.
Nach Beginn der Verhaftungen und Deportationen ihrer Kollegen im Jahr 1942 beschloss Alice Licht gemeinsam mit ihren Eltern, unterzutauchen. Mit Hilfe und unter dem Namen von Otto Weidt lagerte sie Wertgegenstände und Möbel aus der elterlichen Wohnung in der Berchtesgadener Straße 35 bei einer Spedition in Berlin-Witzleben ein. Die Familie Licht versteckte sich ab 5. Februar in den Kellerräumen eines von Otto Weidt angemieteten fingierten Auslieferungslagers in der Neanderstraße 12 (seit 1960 Heinrich-Heine-Straße) in Berlin-Mitte.
Im Februar 1943 würdigte Alice Licht die Leistung ihres Chefs in dem Gedicht „Blindes Vertrauen“:
Hallo, hallo, hier spricht Berlin!

Bitte, hören Sie näher hin;

Wir schalten um für eine Stund’

Und bringen alles kunterbunt!!

Es lässt sich nicht leugnen,

Es ist so in der Tat, man lebt im selben Reich und bildet doch seinen eigenen Staat.

Da gibt es zum Beispiel den Präsidenten Weidt,

Der dem Namen nach bekannt weit und breit,
Der um sich versammelt seit mehr als einem Jahr

Eine recht beträchtliche Judenschar,

Mit der teilt er Freud und Leid

Im bangen Hoffen auf eine bessere Zeit.

Er fertigt an zwar Bürsten und Besen,

doch ist das nur der Tarnanstrich gewesen

(…)

(Abdruck in NU – Jüdisches Magazin für Politik und Kultur)
Ab Mitte Mai 1943 galt die Familie als flüchtig, und ihr Vermögen wurde eingezogen. Ausgestattet mit falschen Papieren arbeitete Alice Licht trotzdem weiterhin im Sekretariat von Otto Weidt und ihr Vater in der Bürstenfabrik. Der eingelagerte Besitz wurde Anfang September 1943 bei einem Fliegerangriff der Alliierten zerstört.

### Deportation und Flucht
Im Oktober 1943 erfuhr die Gestapo von dem Versteck, und Alice Licht sowie ihre Eltern wurden verhaftet und am 15. November 1943 vom Sammellager Große Hamburger Straße 26 in das Ghetto Theresienstadt deportiert. Otto Weidt schickte in dieser Zeit an mindestens 17 Personen, darunter vor allem an die Familie Licht, die einmal monatlich erlaubten Pakete mit Lebensmitteln, Schuhen, Textilien und sonstigen Hilfsmitteln. Am 15. Mai 1944 wurde die Familie Licht in das KZ Auschwitz-Birkenau deportiert. Versuche Otto Weidts, die Familie und weitere ehemalige Arbeiter seiner Fabrik im Juni 1944 dort persönlich zu kontaktieren, misslangen. Alice Lichts Eltern wurden im Juli 1944 im Lager ermordet.
Alice Licht wurde Anfang Juli 1944 in das Außenlager Christianstadt des KZ Groß-Rosen westlich der heutigen Stadt Krzystkowice verlegt. Dort befanden sich im Christianstädter Forst elf Arbeitslager, darunter das Arbeitslager für jüdische Frauen „Am Schwedenwall“. Die weiblichen Gefangenen mussten zunächst für ein Straßenbauprojekt der Siemens-Bauunion im sogenannten „Waldkommando“ Bäume fällen und Rodungsarbeiten ausführen und danach für das Werk Christianstadt der Gesellschaft m.b.H. zur Verwertung chemischer Erzeugnisse Zwangsarbeit leisten. Die Arbeit im Sprengstoffwerk verursachte verschiedene Vergiftungen und Krankheitssymptome. Auch in Christianstadt konnte Otto Weidt keinen persönlichen Kontakt zu Alice Licht herstellen, gewann aber einen polnischen Handwerker, der im Lager arbeitete, als Mittelsmann, über den seine Briefe und Lebensmittelpakete unter anderem auch zu Alice Licht gelangten.
Das Lager wurde wegen des Heranrückens der Roten Armee ab 2. Februar 1945 aufgelöst, und die Gefangenen wurden zu Fuß Richtung Helmbrechts zu einem Außenlager des KZ Flossenbürg verbracht, von wo sie in das KZ Bergen-Belsen gebracht werden sollten. Zusammen mit einer Mitgefangenen konnte Alice Licht am 3. Februar 1945 fliehen. Sie versteckten sich im Haus eines Dorfes, das von den Bewohnern aus Angst vor der Roten Armee verlassen worden war, und versorgten sich mit Nahrung, unauffälliger Kleidung und etwas Geld. Am nächsten Tag setzten sie ihre Flucht fort und konnten einen Zug nach Berlin nehmen. Alice Licht ging zunächst zu Irma und Gustav Held, engen Freunden Otto Weidts in der Rosenthaler Straße 43. Die letzten Kriegsmonate verbrachte sie versteckt im Haus von Otto und Else Weidt im Rhumeweg 20 in Berlin-Zehlendorf, wohin diese nach der Ausbombung ihrer Wohnung am 3. Februar 1945 gezogen waren.

## Nach dem Krieg
Am 15. Mai 1945 wurde Alice Licht von Otto Weidt zur Teilhaberin seiner Firma erklärt, die neugegründet den Betrieb wiederaufnehmen durfte. Im Juli 1945 beschäftigten Alice Licht und Otto Weidt 19 Angestellte, im Februar 1946 bereits 25 Personen, hatten aber Probleme wegen der Knappheit an Rohstoffen wie Rosshaar, Stroh und Borsten. Alice Licht engagierte sich zudem im American Jewish Joint Distribution Committee (AJDC).
Im August 1946 reiste Alice Licht in ein Auswanderungslager nach Bremen und emigrierte Anfang September 1946 in die USA. Das AJDC hatte ihr Unterstützung bei ihren Bemühungen um eine Einreiseerlaubnis für das Ehepaar Weidt zugesagt, doch letztendlich blieb das Paar in Berlin. In New York lernte Alice Licht den ebenfalls aus Berlin stammenden und bereits Ende Februar 1937 in die USA emigrierten Juden Walter J. Brenner († 1993) kennen, den sie am 29. Mai 1947 heiratete. Das Paar ließ sich in Los Angeles nieder und bekam einen Sohn, dem gegenüber sie nie von ihrer Zeit in der Blindenwerkstatt erzählte. Alice Licht hielt brieflichen Kontakt zum Ehepaar Weidt, das ihr von seiner Arbeit zum Wiederaufbau eines jüdischen Waisen- und Altenheimes in Berlin-Niederschönhausen berichtete. Im Oktober 1962 wandte sie sich an die israelische Gedenkstätte Yad Vashem, ebenso Inge Deutschkron Ende 1969, und im September 1971 wurde Otto Weidt posthum in die Liste der Gerechten unter den Völkern aufgenommen. 1973 übersiedelte Alice Licht nach Israel, wo sie 1986 starb.
Alice Licht wurde 70 Jahre alt.

## Gedenken

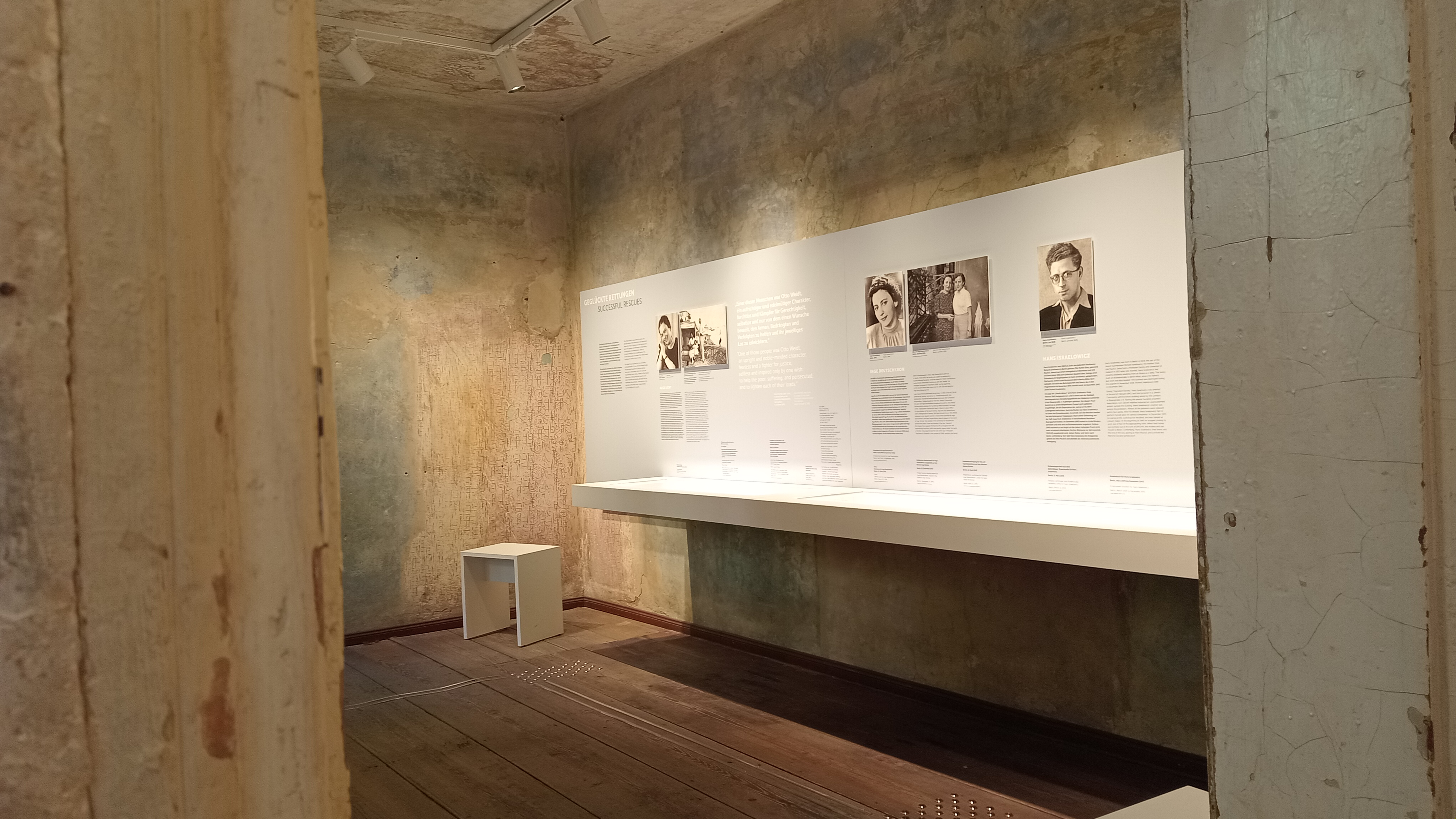
Ausstellung im Museum Blindenwerkstatt Otto Weidt
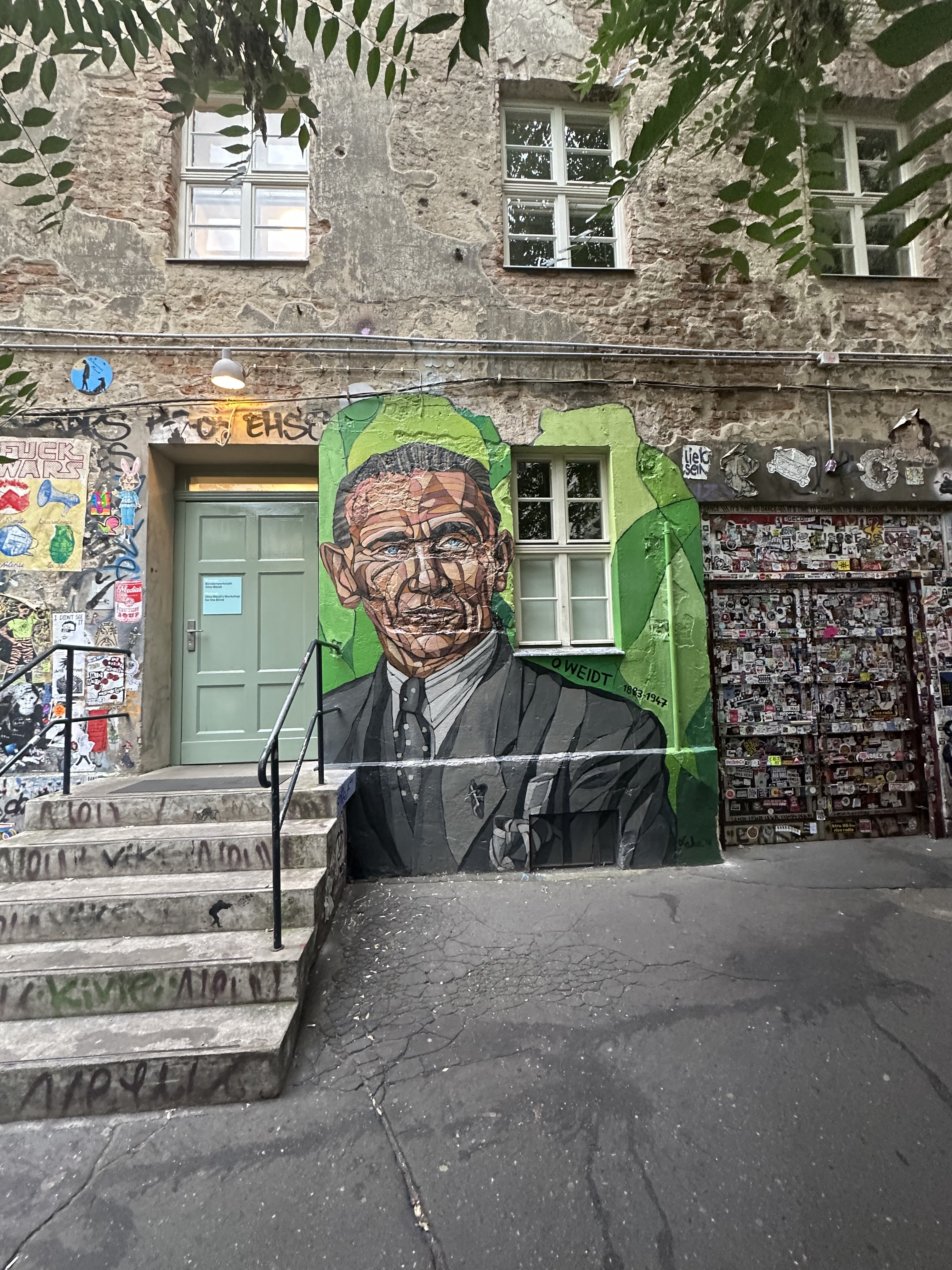
Eingang der ehemaligen Werkstatt, Rosenthaler Straße 39

Alice Lichts Werdegang wird im Museum Blindenwerkstatt Otto Weidt dargestellt, ebenso wie der ihrer Kolleginnen und Kollegen. Die ehemalige Werkstatt ist heute ein Museum, das zur Gedenkstätte Deutscher Widerstand gehört.
Im Jahr 2014 wurde Ein blinder Held – Die Liebe des Otto Weidt in der ARD ausgestrahlt, der auf der Geschichte von Otto Weidt und Alice Licht beruht, um die sich der Spielfilm hauptsächlich dreht.